# حسن حمدي
حسن حمدي (2 أغسطس 1949-)، الرئيس الثاني عشر للنادي الأهلي المصري، وكان نائب رئيس النادي خلال رئاسة صالح سليم ورئيس إدارة الإعلانات في صحيفة الأهرام التابعة لجمعية الأهرام ورئيس فرع الاتحاد الدولي للإعلان في القاهرة. لعب لفريق الأهلي كلاعب خط وسط ومدافع عامي 1960 و 1970 وكقائد للفريق. كما لعب لمنتخب مصر لكرة القدم من أوائل السبعينيات إلى أواخر السبعينيات من القرن الماضي.

## حياته
في 17 يونيو 1979، شغل حسن حمدي منصب مدير النادي مؤقتًا بينما كان يستعد ليصبح أصغر شخص يتولى هذا المنصب في مصر. نجح حمدي في تحقيق النادي الأهلي للعديد من البطولات حيث فاز بدوري كرة القدم مواسم 7 مرات، وكوبا مصر 4 مرات أعوام 1981 و 1983 و 1984 و 1985. كما أصبح النادي الأهلي تحت إشرافه أول أفريقي يفوز بلقب دوري أبطال أندية كوبا 1982 وكأس الأبطال ثلاث مرات أعوام 1984 و 1985 و 1986.
في عام 1985 قرر حمدي إقامة مباراة بين الأهلي والزمالك في لبطولة كأس مصر. أقيمت المباراة في 4 أغسطس 1985 وفاز فيها الأهلي على الزمالك. خاض حمدي انتخابات النادي مرة أخرى في 15 نوفمبر 1996 وانتخب وكيلاً بـ 6219 صوتًا، وهي أكبر نسبة في تاريخ النادي. عاد حمدي للنادي الأهلي في انتخابات نوفمبر 2000 حيث انتخب نائبا للرئيس بهامش كبير على أقرب منافسيه.

## مسيرته الرياضية
يمتد تاريخ الكابتن حسن حمدي مع قلعة الجزيرة إلى أكثر من 42 عاما متصلة، منذ التحاقه بفريق الناشئين تحت 14 سنة عام 1962 ثم التدرج لاعبا دوليا موهوبا، استحق مع أدائه المميز لقب «وزير الدفاع» بعد أن انضم لصفوف الفريق الأول موسم 71/1972 ولعب مباراته الأولى أمام دمياط، وهي المباراة التي فاز فيها الأهلي 5/2.
شارك حمدي مع الفريق الأول في بطولة الدوري طوال 6 مواسم، لعب خلالها 107 مباريات في المواسم 71/72, 72/73, 73/74, 74/75, 75/76, 76/1977، وإن كانت المواسم الثلاثة الأخيرة هي الأبرز في حياة حسن حمدي رياضيا. وشهدت انطلاقته الحقيقية مع المدير الفني المجري ناندور هيديكوتي، حيث فاز الأهلي بالبطولة في هذه المواسم الثلاثة بجدارة.
في موسم 74/1975 فاز الأهلي بالبطولة بعد أن جمع 59 نقطة في 34 مباراة، بفوزه في 26 مباراة، والتعادل 7 مرات، والهزيمة مرة واحدة، أحرز الأهلي 70 هدفا، واهتزت شباكه 11 مرة فقط؛ وظهر الكابتن حسن حمدي في هذا الموسم نموذجا للنجم المتكامل وشارك في جميع مباريات الفريق بمستوى عالي طوال الموسم وهو مامنحه فرصة الانضمام إلى صفوف المنتخب القومي.
واصل الكابتن حسن حمدى تألقه في الموسم التالي 75/1976 ونجح في قيادة الأهلي للفوز بالبطولة دون أي هزيمة بفضل صلابة دفاعه بقيادة «وزير الدفاع»، حيث خاض الأهلي 21 مباراة فاز في 17 وتعادل في 4 مباريات وسجل لاعبوه 49 هدفا واهتزت شباكه مرتين فقط طوال الموسم.
استمر تفوق الأهلي في موسم 76/1977 الذي احتفظ فيه بالدرع للمرة الثالثة على التوالي، بعد أن لعب الفريق 28 مباراة فاز في 23 وتعادل في 4 وخسر مباراة واحدة، شارك الكابتن حسن حمدي في 17 مباراة من الموسم كان آخرها وآخر مباراة له مع الأهلي في الأسبوع الثلاثون بحضور 70 ألف متفرج زحفوا إلى ستاد القاهرة للاحتفال بدرع الدوري وحقق الأهلي فوزا كبيرا على المصري 4/1.
اشترك الكابتن حسن حمدي في خمس مباريات أفريقية بسبب اعتزاله المبكر عام 1977 وهو يبلغ من العمر 28 عاما بسبب الإصابة، حيث لعب مع الأهلي في ذهاب دور الــ 32 لأبطال الدوري أمام مولودية الجزائري وهي أول مباراة أيضا للأهلي في مشواره الأفريقي يوم 29 مايو عام 1976 وخسر الأهلي صفر/3.
ثم شارك الكابتن حسن حمدي في لقاء الإياب بالقاهرة يوم 10 يونيو، وفاز الأهلي بهدف نظيف أحرزه محمود الخطيب ليخرج الفريق مبكرا في أولى غزواته الأفريقية، وفي العام التالي لعب الأهلي في بداية المشوار في الدور الــ 32 أمام هورسيد الصومالي في مقديشيو، وانتهت المباراة بالتعادل 1/1 يوم 19 فبراير عام 1977، أما المباراة الرابعة فقد كانت أمام المدينة الليبي في دور الــ 16 لنفس البطولة بإستاد القاهرة يوم 6 مايو وفاز الأهلي 7/2، وكانت المباراة الأفريقية الخامسة والأخيرة في لقاء الإياب على ستاد طرابلس يوم 21 مايو وخسر الأهلي بهدف نظيف.

## إعتزاله
بعد اعتزاله تولى الكابتن حسن حمدي منصب مدير الكرة بالأهلي يوم 17 يونيو 1979، وكان يعد أصغر من شغلوا هذا المنصب في الأهلي والأندية المصرية، حيث لم يكن قد أكمل عامه الثلاثين بعد، ووقتها أشفق عليه الكثيرون لأنها واحدة من المهمات الصعبة حيث يتولى مسؤولية قيادة أكبر وأقوى فريق في مصر.
لكن الكابتن حسن حمدي خيب التوقعات ونجح باقتدار في قيادة سفينة الأهلي للعديد من البطولات، حيث حقق الأهلي معه الفوز بدرع الدوري 6 مرات مواسم 79/80, 80/81, 81/82, 84/85, 85/86, 96/1987، وبكأس مصر 4 مرات أعوام 1981, 83 و84, 1985، كما حقق معه الأهلي لقبه الأفريقي الأول بالفوز بكأس الأندية أبطال الدوري عام 1982، وأبطال الكؤوس ثلاث مرات أعوام 84 , 85 , 1986، لا ينسى له أحد قراره التاريخي الذي اتخذه قبل لقاء الأهلي والزمالك في دور الــ 8 لكأس مصر عام 1985، بإيقاف 15 لاعبا من نجوم الفريق لمدة شهر، وهو القرار الذي باركه مجلس إدارة النادي وخاض باقي مباريات المسابقة بفريق الأمل المكون من لاعبين تحت 19 و 21 سنة، وحقق الصاعدون المفاجأة وهزموا الزمالك 3/2 تحديدا في يوم 4 أغسطس عام 1985، وكان الزمالك وقتها مكتمل الصفوف ويضم نجوما من ألمع لاعبي مصر.
نجح الصاعدون في تخطى مباراة الترسانة بالفوز بهدف نظيف وتفوقوا على أنفسهم يوم 19 أغسطس في المباراة النهائية التي أنهاها الأهلي لصالحه بهدف نظيف.

## رئاسة النادي الأهلي
بعد وفاة صالح سليم في 6 مايو 2002 قدم حسن حمدي ترشيحا لرئاسة النادي. جدد أعضاء النادي ثقتهم بحسن حمدي في انتخابات 17 ديسمبر 2004 م وأعلن ذلك بالتأييد الساحق لحمدي والقائمة الكاملة لقيادة النادي للشاهد الانتخابي الجديد احتفالاً بالمناسبة الوطنية لمئوية التأسيس.

## اقرأ أيضا
- النادي الأهلي